# Habilitació de tipus
Una habilitació de tipus o qualificació de tipus és una certificació emesa per una agència reguladora a un pilot d'avió que li permet pilotar un cert tipus d'aeronau que requereix una formació específica més enllà de la llicència de vol i la formació en la classe d'aeronaus. Les autoritats d'aviació són les que determinen quines aeronaus necessiten una habilitació de tipus. En molts països, els avions unimotors per sota d'un cert límit de pes (generalment 5.700 kg) no requereixen habilitacions de tipus individuals, sinó que estan coberts en el seu conjunt per una sola habilitació de classe. Tanmateix, fins i tot els països que tenen habilitacions de classe per a avions petits solen exigir formació específica i una anotació de la llicència per a característiques que augmentin la complexitat de l'aeronau, com ara un tren d'aterratge convencional, hèlices de pas variable, tren d'aterratge retràctil, etc.